# 蒙山東嶽廟
蒙山東嶽廟，又稱老嶽廟，是中华人民共和国浙江省杭州市萧山区城厢街道杜湖社区蒙山的东岳庙。2022年9月26日，蒙山東嶽廟入選第七批杭州市文物保护单位。

## 歷史
蒙山東嶽廟的由來存在不同說法。一說蒙山東嶽廟原為建於南宋初年的皇室家廟，由高宗下令修建，以供奉其父、北宋靖康之变中被俘的徽宗。廟坐南朝北，與常例相反，是為了遙望舊土，懷念舊主。廟後還設有徽宗衣冠冢。為保護家廟，一支皇族奉命移居家廟所在的蒙山，廟前成為處決被俘金朝士兵以作為祭奠的場所，所在村落得名「屠胡」，後改稱「杜湖」。元滅南宋後，為避免廟遭破壞而改為東嶽廟，祭祀對象由徽宗改為東嶽大帝。另有一說認為前說為附會，成書於南宋嘉泰年間的《嘉泰会稽志》「蒙山东岳庙在县西五里」之記述說明廟在南宋時即為東嶽廟，而祭祀已成為金朝國土的泰山之東嶽大帝，以及坐南朝北的形制是為了顯示宋朝之正統，而所在村落的「杜湖」之名在北宋時即存在。
蒙山東嶽廟現存建築為清朝光绪年間重修。1956年遭受颱風部分倒塌，1994年3月主殿建築遭火災焚毀。2020年，杭州市萧山区文化和广电旅游体育局開始修繕蒙山東嶽廟，2021年修繕完成。
2022年9月26日，蒙山東嶽廟入選第七批杭州市文物保护单位。

## 建築
蒙山東嶽廟位於中华人民共和国浙江省杭州市萧山区城厢街道杜湖社区蒙山，浙东运河南岸。其與中國廟宇坐南朝北的常例相反，為坐南朝北（偏東15°），包含山門、東嶽大殿、二王殿、僧房等，占地面積4,000平方公尺。山门面阔5间17.3公尺，进深10公尺，重檐歇山顶，五架抬梁，前廊为卷棚顶，石柱石础，石板墁地，梁、枋等构件雕有龙等，枋内板壁有壁画。西厢房有两层，东厢房为重建的职工宿舍。东岳大殿为正殿。二王殿在正殿西側，面阔3间12.6公尺，进深11公尺，五架抬梁，前廊月梁上牛腿等雕有龙凤、人物故事等，木柱石础，石板墁地。僧房為硬山顶，两层，面阔9间33.6公尺，进深10.3米，石板墁地。